# Nuoto artistico ai campionati europei di nuoto 2020 - Duo (programma libero)
La competizione di duo libero di nuoto artistico ai Campionati europei di nuoto 2020 si è disputata l'11 e il 14 maggio 2021 presso la Duna Aréna di Budapest, in Ungheria. In totale si sono contese il podio 20 coppie di sincronette.

## Programma
Il turno preliminare si è svolto l'11 maggio 2021, alle ore 9:00 (UTC+1). La finale si è svolta il 14 maggio 2021, alle ore 09:00 (UTC+1).

## Risultati
In verde sono indicati i finalisti.
| Class   | Nazione       | Sincronette                                  | Preliminare | Preliminare | Finale          | Finale          |
| Class   | Nazione       | Sincronette                                  | Punti       | Class       | Punti           | Class           |
| ------- | ------------- | -------------------------------------------- | ----------- | ----------- | --------------- | --------------- |
| Oro     | Russia        | Svetlana Kolesnichenko Svetlana Romashina    | 97.4000     | 1           | 97.9000         | 1               |
| Argento | Ucraina       | Marta Fiedina Anastasiya Savchuk             | 94.0333     | 2           | 94.3333         | 2               |
| Bronzo  | Austria       | Anna-Maria Alexandri Eirini-Marina Alexandri | 90.0333     | 3           | 90.8667         | 3               |
| 4       | Bielorussia   | Vasilina Chandoška Dar'ja Kulagina           | 87.0000     | 4           | 88.7333         | 4               |
| 5       | Paesi Bassi   | Bregje de Brouwer Noortje de Brouwer         | 86.8667     | 5           | 88.3000         | 5               |
| 6       | Italia        | Veronica Gallo Marta Murru                   | 85.6000     | 6           | 85.8333         | 6               |
| 7       | Gran Bretagna | Kate Shortman Isabelle Thorpe                | 85.0667     | 8           | 85.8000         | 7               |
| 8       | Israele       | Eden Blecher Shelly Bobritsky                | 85.4333     | 7           | 85.7000         | 8               |
| 9       | Liechtenstein | Lara Mechnig Marluce Schierscher             | 84.4000     | 9           | 84.3333         | 9               |
| 10      | Svizzera      | Vivienne Koch Joelle Peschl                  | 82.5333     | 10          | 83.2667         | 10              |
| 11      | Germania      | Marlene Bojer Michelle Zimmer                | 82.4333     | 11          | 82.7000         | 11              |
| 12      | San Marino    | Jasmine Verbena Jasmine Zonzini              | 78.8000     | 12          | 80.4333         | 12              |
| 13      | Slovacchia    | Nada Daabousová Diana Miškechová             | 78.5000     | 13          | Non qualificate | Non qualificate |
| 14      | Portogallo    | Maria Gonçalves Cheila Vieira                | 77.2667     | 14          | Non qualificate | Non qualificate |
| 15      | Serbia        | Nevena Dimitrijević Jelena Kontić            | 77.2000     | 15          | Non qualificate | Non qualificate |
| 16      | Rep. Ceca     | Karolína Klusková Aneta Mrázková             | 76.6333     | 16          | Non qualificate | Non qualificate |
| 17      | Ungheria      | Linda Farkas Szabina Hungler                 | 75.0667     | 17          | Non qualificate | Non qualificate |
| 18      | Finlandia     | Linnea Pitkänen Sini Tuuli                   | 73.0000     | 18          | Non qualificate | Non qualificate |
| 19      | Bulgaria      | Aleksandra Atanasova Anthea Chernookova      | 72.8000     | 19          | Non qualificate | Non qualificate |
| 20      | Lituania      | Fausta Abramavičiūtė Goda Vaitekūnaitė       | 70.4667     | 20          | Non qualificate | Non qualificate |